# Pierre Vendelboe
Pierre Benjamin Lybecker Vendelboe (født 1980) er bestyrelsesformand i den kenyanske fodboldklub og fodboldakademi Nakuru AllStars, som han også er medejer af.
Han er tidligere radiovært på Radio Sydhavsøerne. Her var han blandt andet vært på satireprogrammet Bjørnetjenesten, og med til at starte morgenshowet OpHoldet med Søren Hansen, der stadig er vært på programmet.
Efter 5 1/2 år på radiostationen, blev han i 2005 ansat på fodboldhjemmesiden bold.dk, hvor han som chefredaktør var med til at genrejse sitet, til nu at være Danmarks største fodboldhjemmeside. Senere trådte han ind i ejerkredsen.
 Der er for få eller ingen kildehenvisninger i denne artikel, hvilket er et problem. Du kan hjælpe ved at angive troværdige kilder til de påstande, som fremføres i artiklen.